# Standard (álbum)
Standard (estilizado: STANDARD) é o quinto álbum de estúdio da banda japonesa Scandal. O álbum foi lançado no dia 2 de outubro de 2013, e estreou na 3ª posição na parada semanal da Oricon.

## Lista de faixas
| Regular Edition |                                  |                                |                                   |         |  |
| N.º             | Título                           | Letras                         | Música                            | Duração |  |
| 1.              | "Brand new wave"                 | Tomomi Ogawa, Tomokazu Yamada  | Tomokazu Yamada                   | 03:35   |  |
| 2.              | "Over Drive"                     | Yasutaka Nakata                | Yasutaka Nakata                   | 05:04   |  |
| 3.              | "Uchiagehanabi"                  | Noriyasu Isshiki               | Noriyasu Isshiki                  | 04:47   |  |
| 4.              | "Orange Juice"                   | Tomomi Ogawa, Yuichi Tajika    | Yuichi Tajika                     | 04:48   |  |
| 5.              | "Metronome"                      | Takashi Yamaguchi              | Takashi Yamaguchi                 | 04:02   |  |
| 6.              | "Weather report"                 | Rina Suzuki, Hibiki Nishikawa  | Hibiki Nishikawa                  | 03:41   |  |
| 7.              | "Hachigatsu"                     | Haruna Ono                     | Mami Sasazaki                     | 04:15   |  |
| 8.              | "Awanai Tsumori no, Genki de ne" | Ryota Yanagisawa               | Ryota Yanagisawa, Keita Kawaguchi | 04:25   |  |
| 9.              | "Kagen no Tsuki"                 | Takashi Yamaguchi              | Takashi Yamaguchi                 | 03:38   |  |
| 10.             | "Koi no Gestalt Houkai"          | Rina Suzuki                    | Rina Suzuki, Hajimetal            | 04:02   |  |
| 11.             | "Kimi to Mirai to Kanzen Douki"  | Tomomi                         | Atsushi                           | 04:37   |  |
| 12.             | "Namida yo Hikare"               | Mami Sasazaki, Hidenori Tanaka | Hidenori Tanaka                   | 03:30   |  |
| 13.             | "Standard"                       | Scandal                        | Mami Sasazaki                     | 03:18   |  |

| DVD Edition |                                 |         |  |
| N.º         | Título                          | Duração |  |
| 1.          | "Awanai Tsumori no Genki de ne" |         |  |
| 2.          | "Kagen no Tsuki"                |         |  |
| 3.          | "Scandal in the House"          |         |  |